# 圣劳伦斯河
聖羅倫斯河（英語：Saint Lawrence River）是北美洲的河流。位于加拿大和美国境内。起源于安大略湖，流经蒙特利尔（加拿大境内）、魁北克市，在加斯佩地区注入大西洋的圣劳伦斯湾。
聖羅倫斯河从安大略湖口的金斯顿开始，直到安大略省的康沃尔是美国和加拿大的界河。康沃尔以下都在加拿大境内。在蒙特利尔西与渥太华河汇流，途径三河城，到魁北克市骤然开阔，最终在聖羅倫斯灣入海，全长1200公里。
聖羅倫斯河水量充沛，水质含泥沙量较少，支流有渥太华河、沙托盖河、黎塞留河和萨格奈河，佛蒙特州的尚普兰湖也是其分支水系。圣劳伦斯水系同五大湖一起构成了世界上最大的淡水水系。
聖羅倫斯河是五大湖水系到大西洋的通路，具有重要的地位。河流两岸集中了魁北克80%的人口和几乎所有的工业。